# Josep Barba i Suris
Josep Barba i Suris (Terrassa ?, Vallès Occidental, segle xviii – Poblet?, Conca de Barberà, s. XIX) fou Abat de Poblet (1810-1813) i (1822-1823).

## Abat durant la Guerra del Francès
Josep Barba va entrar com a monjo a Poblet l'any 1784 i va menar vida contemplativa fins a la invasió de les tropes napoleòniques, que entraren el 1809 a sang i foc al Reial Monestir de Santa Maria de Poblet per saquejar-lo.
Poc després, Barba fou escollit Abat però el 1811 l'exèrcit francès confisca el Monestir i obliga a la comunitat de monjos a exiliar-se. El Pare Abat Barba és jutjat i obligat a anar-se'n a les Balears fins al 1813, quan els napoleònics comencen a retirar-se del Principat i els frares poden tornar a Poblet.
Un cop instal·lats, Barba renuncia a l'abadiat i el Pare Josep Roca, com a prior, reorganitza la vida monàstica. Poc duraria el temps de pau, ja que el 1820 el General Riego es revolta i obliga al rei Ferran VII a jurar la Constitució Liberal de 1812. Així s'inicià el Trienni Liberal, una de les èpoques més fosques per al Monestir de Poblet.

## LaCasa d'ex-monjos
En efecte, el 25 d'octubre de 1820 se sanciona la llei de supressió d'ordes monacals, convents i ordes militars i el monestir resta solament com a Casa d'ex-monjos amb Barba i Suris al capdavant a partir de 1822. Finalment, l'octubre del mateix any, arriba l'ordre de deixar definitivament el monestir i aquest resta abandonat a la seva sort.
A partir d'aquest moment, els anticlericals saquegen el recinte en busca de les riqueses i cremen els altars, el cor, l'orgue i les imatges. Totes les dependències del monestir foren igualment cremades, com el Palau de l'Abat Copons i la Granja de La Pena. Solament les tombes reials es van respectar.
El 7 d'abril de 1823 arriben les tropes franceses conegudes com Cent mil fills de Sant Lluís i es reinstaura l'absolutisme a Espanya. Poc després, a l'agost, els monjos reben l'autorització de tornar a un Monestir de Poblet decadent i empobrit. Exhaust i amb l'arribada de nou dels monjos, Barba i Suris renuncia a l'abadiat en favor d'Esteve Torrell, cap de la comunitat en el moment de la supressió dels ordes el 1820.